# Lithurgus scabrosus
Lithurgus scabrosus is een vliesvleugelig insect uit de familie Megachilidae. De wetenschappelijke naam van de soort is voor het eerst geldig gepubliceerd in 1859 door Smith.